# فرانشيسكو انتونيولي
فرانشيسكو انتونيولي (بالإيطالية: Francesco Antonioli)‏ (14 سبتمبر 1969 إيطاليا - ) هو لاعب كرة قدم إيطالي سابق، شارك في الألعاب الأولمبية الصيفية 1992. وفاز مع نادي روما بلقب الدوري الإيطالي موسم 2000–2001.

## وصلات خارجية
فرانشيسكو انتونيولي على موقع الاتحاد الدولي (مؤرشف)  (الإنجليزية)
- فرانشيسكو انتونيولي على موقع قاعدة بيانات كرة القدم.إي يو (الإنجليزية)
- فرانشيسكو انتونيولي على موقع Soccerbase.com (لاعب) (الإنجليزية)
- فرانشيسكو انتونيولي على موقع Soccerway.com (الإنجليزية)
- فرانشيسكو انتونيولي على موقع عالم كرة القدم.نت (الإنجليزية)
- فرانشيسكو انتونيولي على موقع أوليمبيديا (الإنجليزية)